# Kansas National Guard
La Kansas National Guard è una componente della Riserva militare inquadrata sotto la U.S. National Guard. Il suo quartier generale è situato presso la città di Topeka.

## Organizzazione
Attualmente, al 2024, sono attivi i seguenti reparti:

### Componente Terrestre
- Kansas Army National Guard
  -  35th Infantry Division
  -  35th Infantry Division DIVARTY
  -  635th Regional Support Group
  -  130th Field Artillery Brigade
  -  69th Troop Command

### Componente Aerea
- Kansas Air National Guard
  -  184th Intelligence Wing
  -  190th Air Refueling Wing